# No One Lives
No One Lives (Brasil: Ninguém Sobrevive ) é um filme de terror e suspense produzido nos Estados Unidos, dirigido por Ryuhei Kitamura e lançado em 2012. Foi protagonizado por Luke Evans e Adelaide Clemens.